# Henri Louveau
Henri Louveau (n. 25 ianuarie 1910 – d. 7 ianuarie 1991) a fost un pilot francez de Formula 1 care a evoluat în Campionatul Mondial între anii 1950 și 1951.